# Bavorská kuchyně

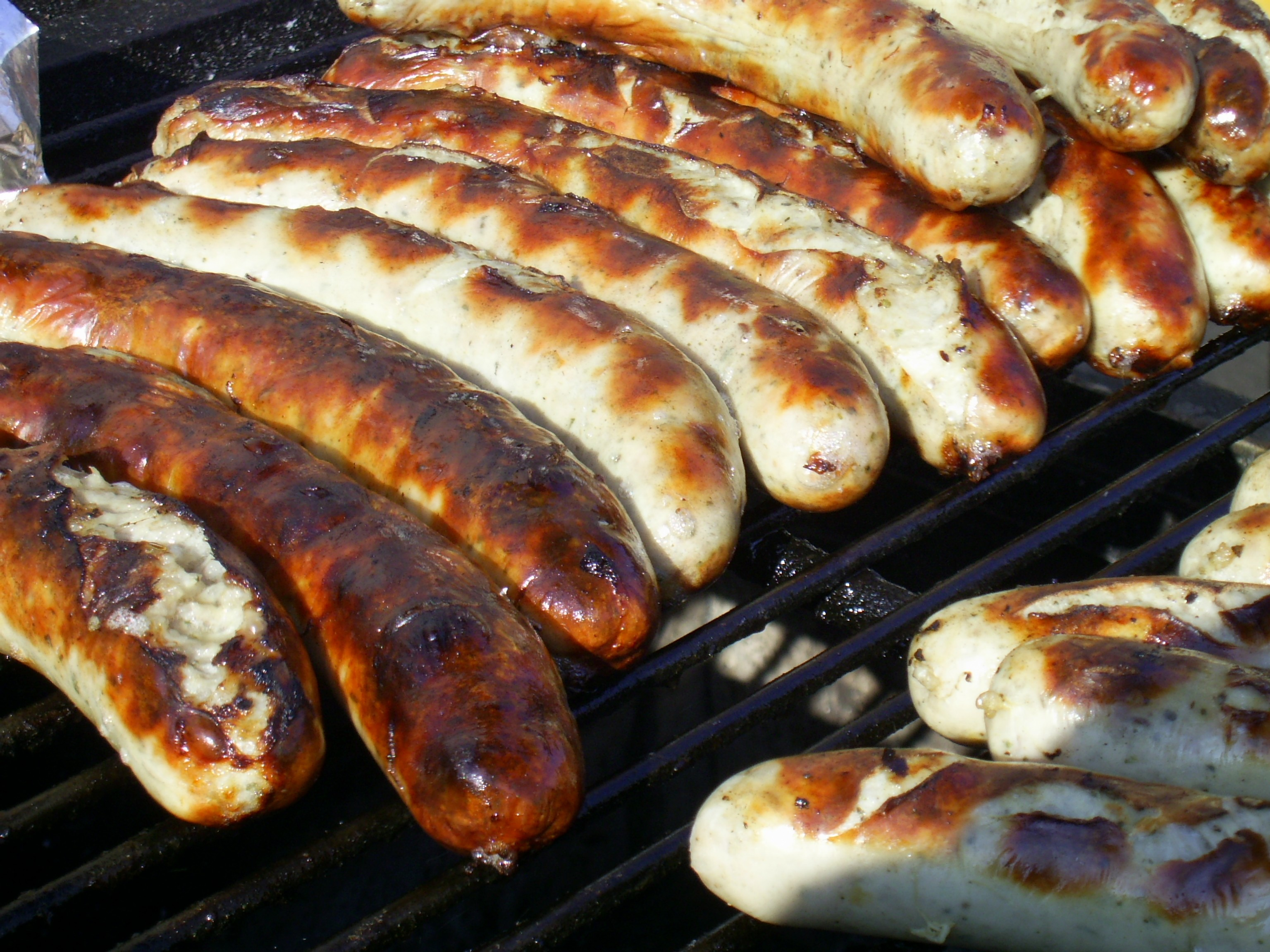
Bratwurst

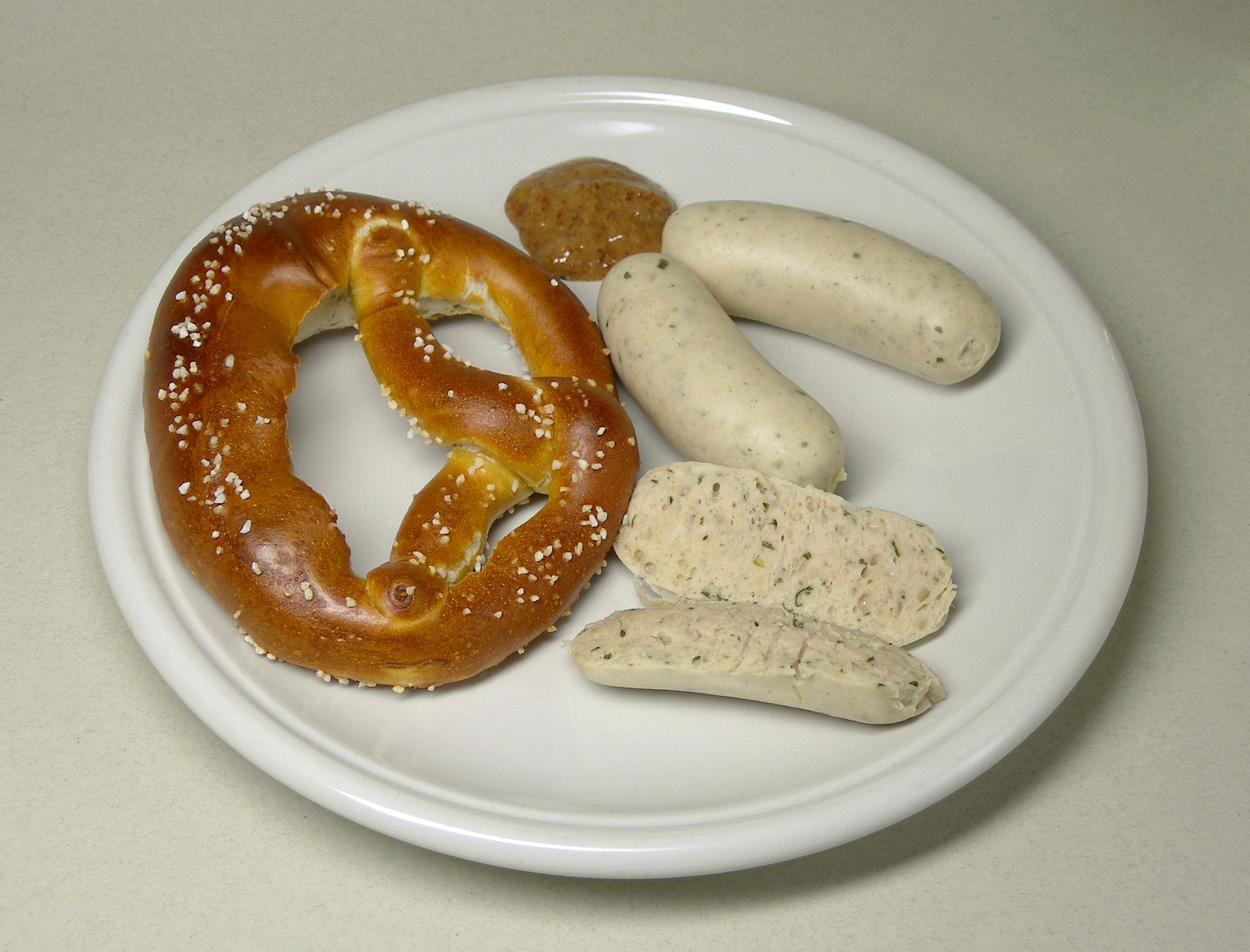
Preclík a weißwurst

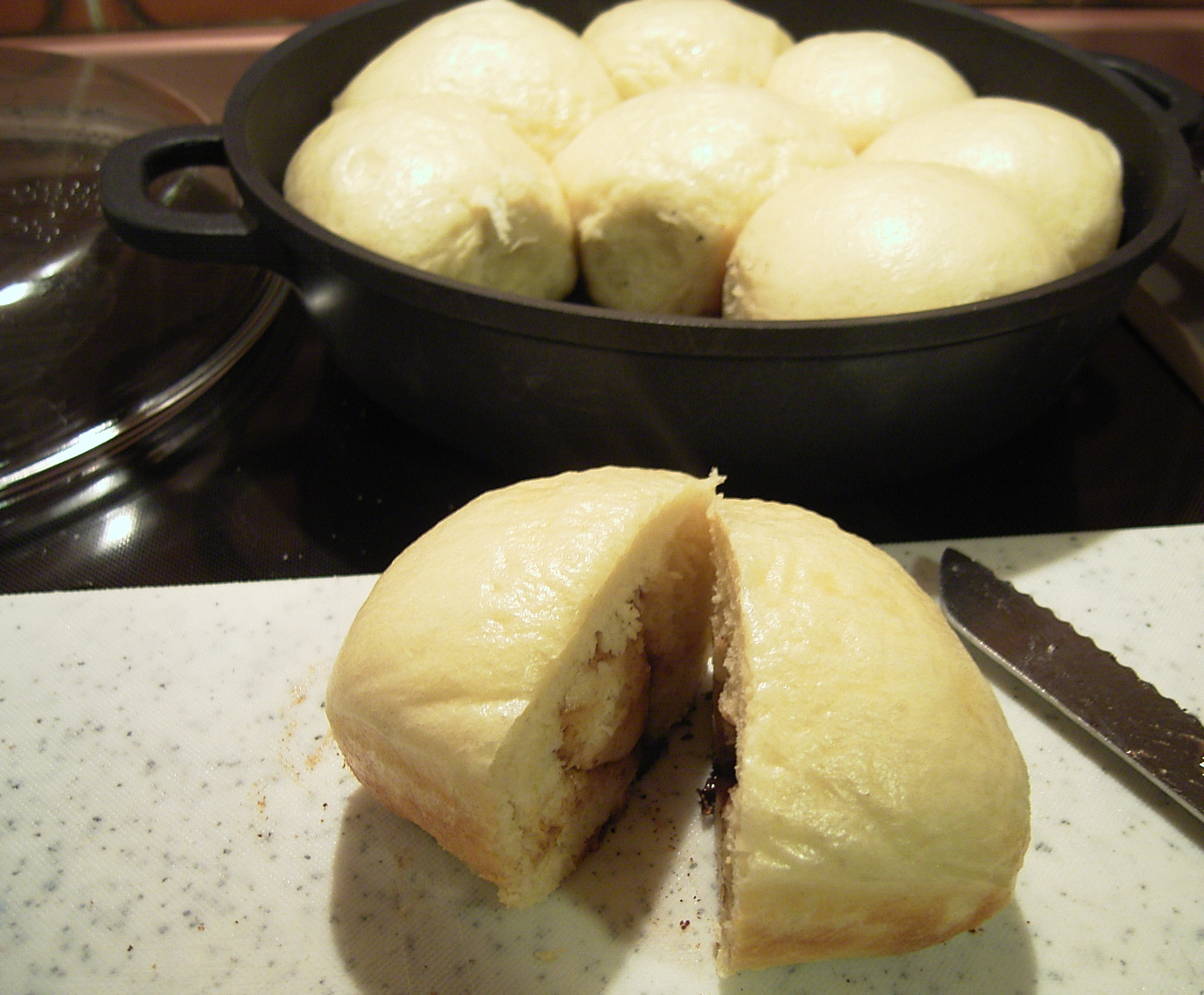
Dampfnudel

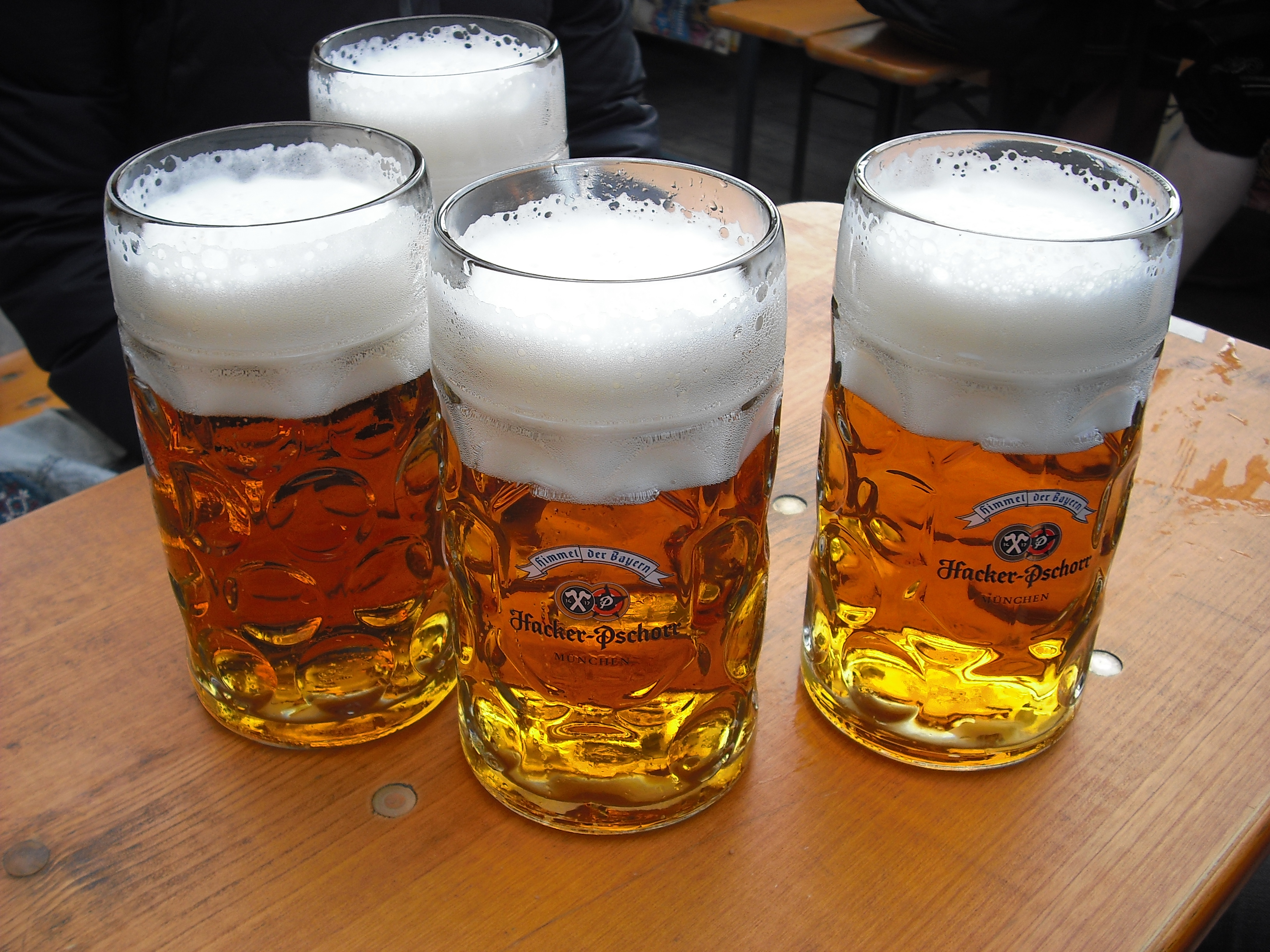
Bavorské pivo märzen

Bavorská kuchyně (německy: Bayerische Küche) je tradiční kuchyní v Bavorsku v Německu. Je to součást německé kuchyně. Je poměrně podobná české a rakouské kuchyni. Mezi nejikoničtější bavorská jídla patří preclíky, bratwursty a pivo.

## Příklady bavorských pokrmů
- Bratwurst a další druhy klobás
- Preclíky
- Eintopf, zelenina, vývar a maso vařené v jednom hrnci
- Polévka s játrovými knedlíčky
- Karbanátky
- Císařský trhanec
- Leberkäse, sekaná
- Různé druhy ovocných knedlíků, například germknödel nebo dampfnudel
- Obatzda, sýrový pokrm podobný liptovské pomazánce
- Štrúdl
- Kysané zelí
- Vanilkové rohlíčky[1]

## Příklady bavorských nápojů
- Velmi populární je pivo, v Bavorsku se vyrábí už od doby bronzové. V Mnichově se také tradičně pořádá velký pivní festival Oktoberfest.[2]
- Rozšířeno je vinařství (vinařská oblast Franky)[3]

## Galerie

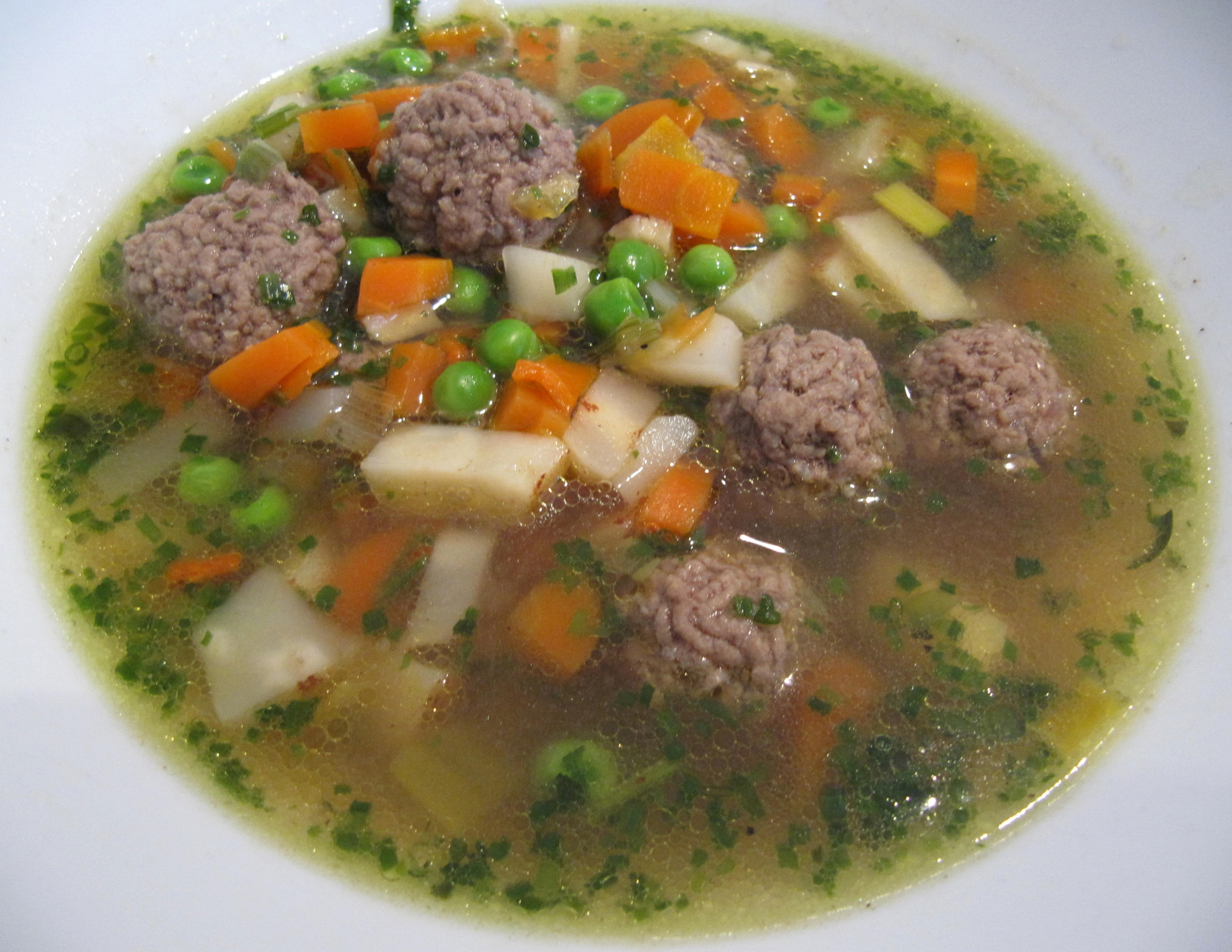
Eintopf
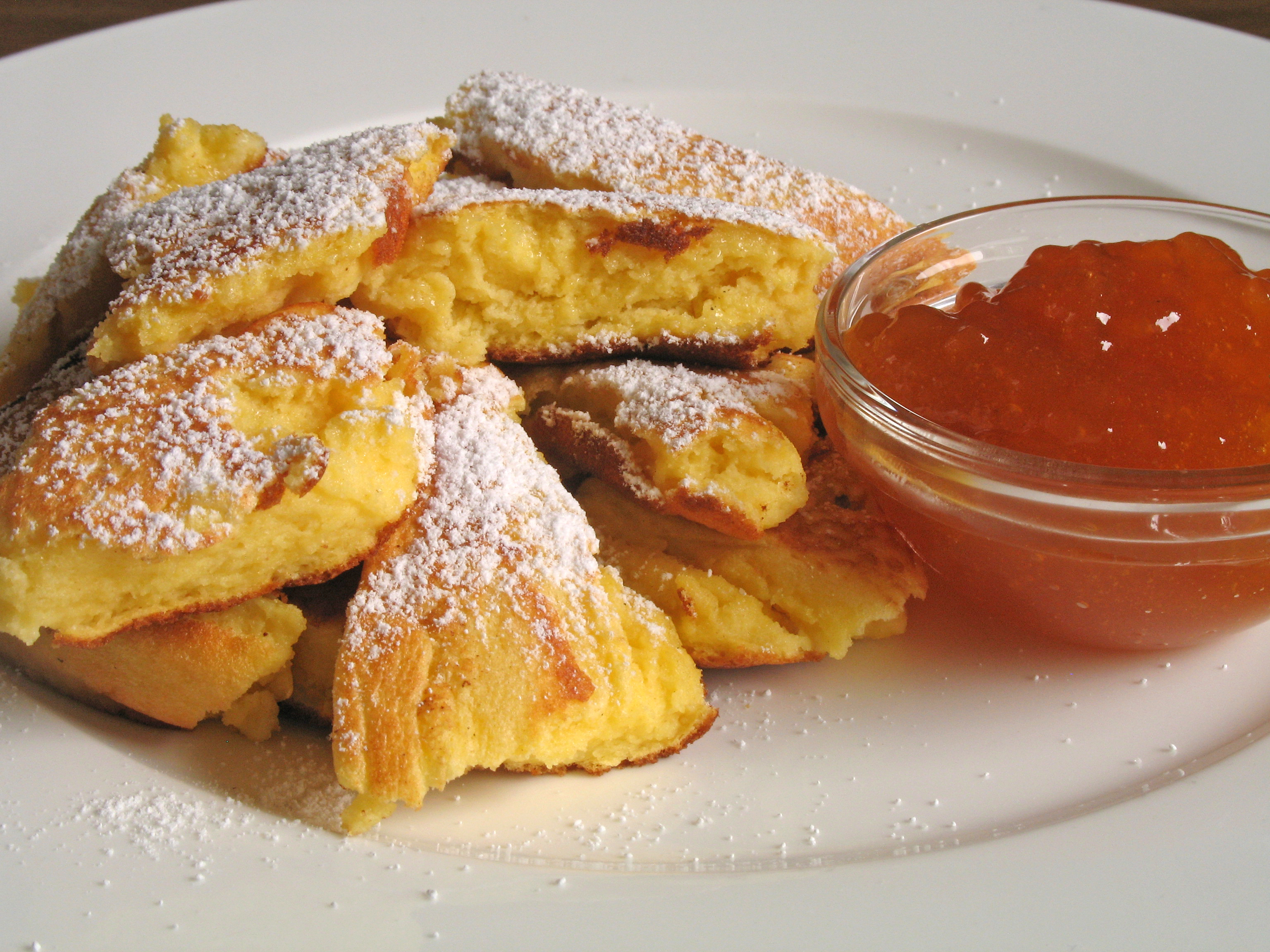
Císařský trhanec
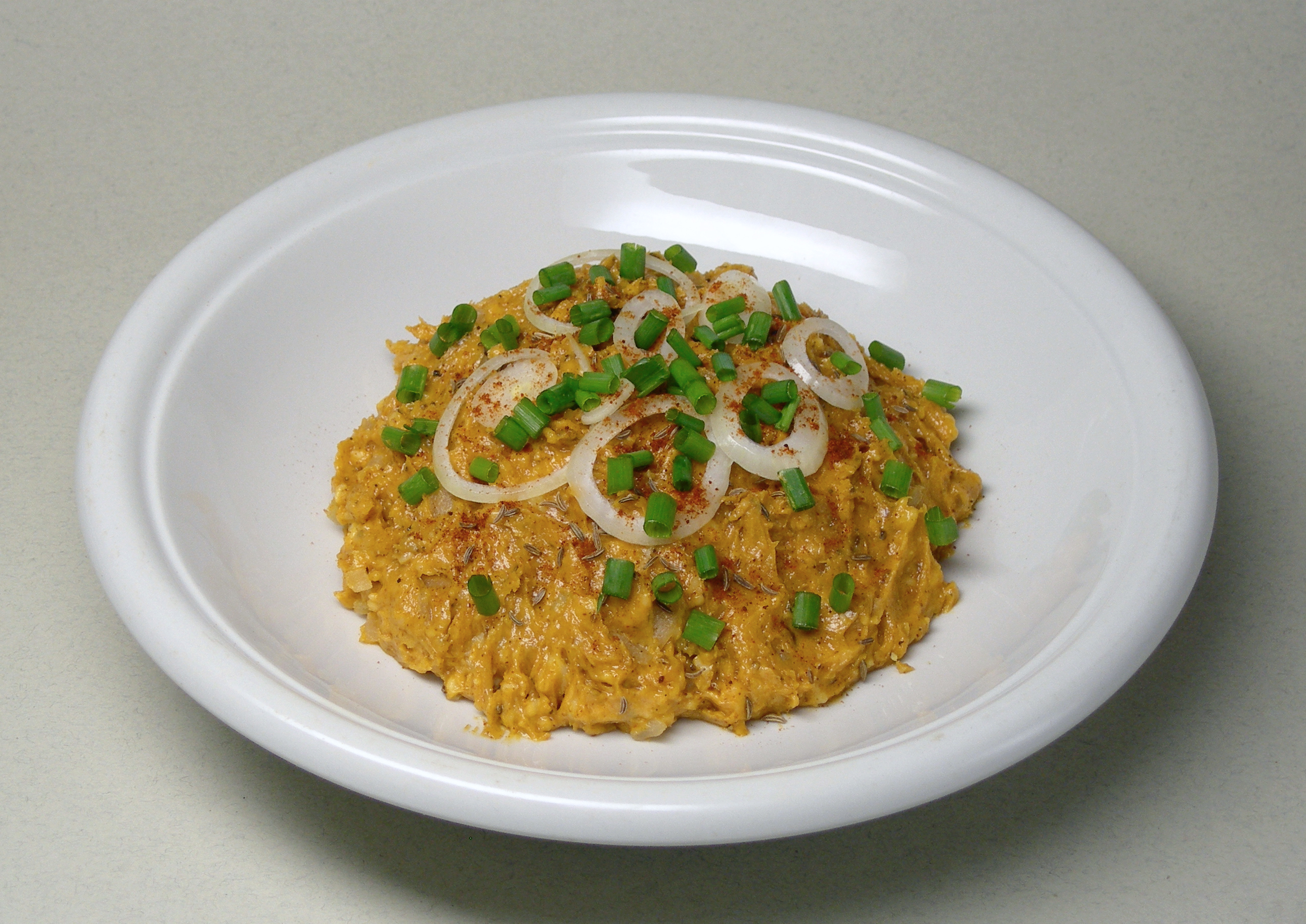
Obatzda
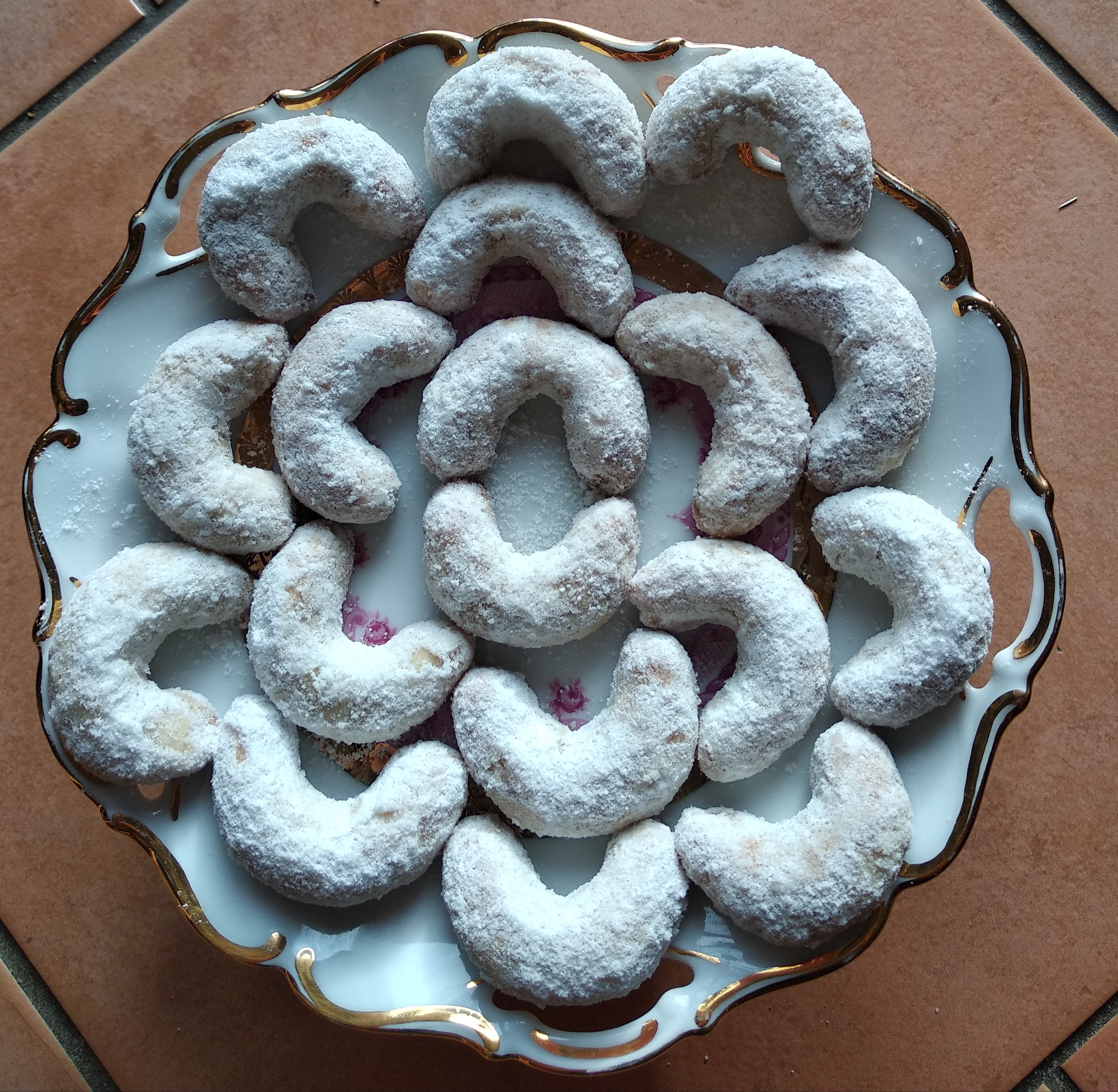
Vanilkové rohlíčky